# 瓦纳瓦西
瓦纳瓦西（Vanavasi），是印度泰米尔纳德邦Salem县的一个城镇。总人口6749（2001年）。

## 人口
该地2001年总人口6749人，其中男性3487人，女性3262人；0—6岁人口706人，其中男383人，女323人；识字率66.04%，其中男性为73.21%，女性为58.37%。